# アルカーディ・シュベツォフ
アルカーディ・ドミトリーエヴィチ・シュベツォフ (ロシア語: Аркадий Дмитриевич Швецов, ラテン文字転写例: Arkardiy Dmitrievich Shvetsov, 1892年1月25日 スヴェルドロフスク州ニージュニエ・セルギ - 1953年3月19日 モスクワ)はソ連の航空機エンジン設計者である。1934年にアメリカからライセンス供与されたライト R-1820 サイクロンをベースとしたシュベツォフ M-25エンジンを生産すべく、ペルミで設計局を開局 (OKB-19) した。シュベツォフ在任中の設計局は、ソ連航空産業界において星型エンジンの供給で主導的な地位にあった (同時期のミクーリン設計局やクリーモフ設計局は直列エンジン開発を担当した)。1953年にシュベツォフが亡くなると、設計局はパヴェル・ソロヴィヨーフが引き継ぎ、現在はアヴィアドヴィガーテリとして存続している。